# رسوایی اوا
رسوایی اوا (آلمانی: Skandal um Eva) یک فیلم در سبک درام و کمدی به کارگردانی گئورگ ویلهلم پابست است که در سال ۱۹۳۰ منتشر شد.

## بازیگران
- هنی پورتن
- اسکار سیما
- پاول هنکلس
- کته هاک
- فریتس اودمار
- کارل اتلینگر
- کلاوس کلاوسن